# Солуянов, Александр Петрович
Александр Петрович Солуянов (19 декабря 1953, Пономарёвка, РСФСР, СССР — 2 декабря 2023, Москва, Россия) — советский и узбекский военачальник, бывший депутат Верховного Совета Республики Узбекистан, заместитель председателя комитета по обороне, государственной безопасности и военной политики, бывший советник губернатора Рязанской области Георгия Шпака. Участник Афганской войны. Генерал-майор (1993). Герой Советского Союза (1984).

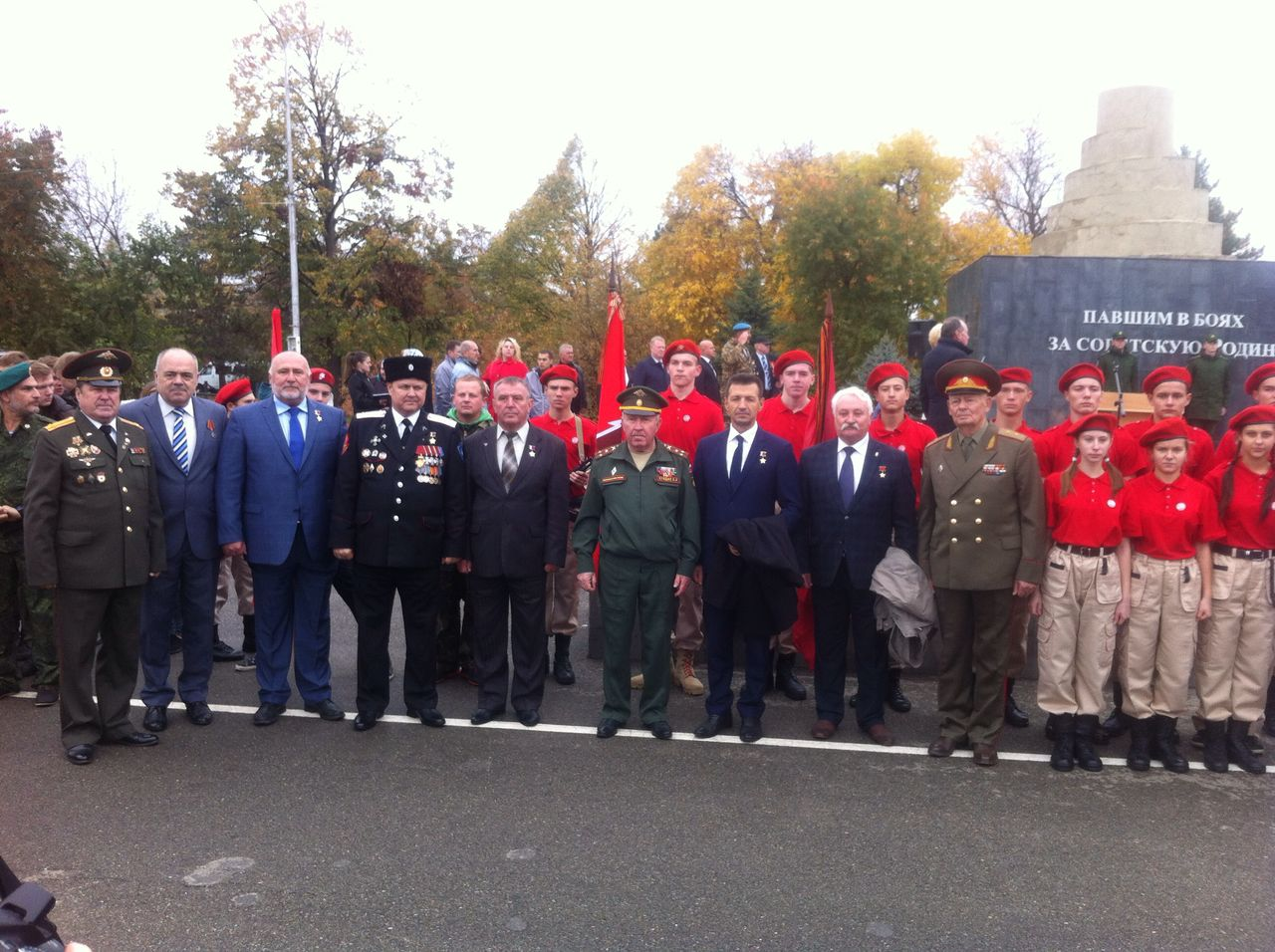
Солуянов (второй с левого фланга) среди Героев Советского Союза и Героев России на Майкопском мемориале.
75-я годовщина высадки Майкопского десанта.
23 октября 2017 года

## Биография
Родился 19 декабря 1953 года в селе Пономарёвка Пономарёвского района Оренбургской области в семье крестьянина. Русский. Член КПСС.
Окончил восьмилетнюю среднюю школу в родном селе, после чего продолжил обучение в Казанском суворовском военном училище, которое окончил в 1971 году.
С 1971 по 1975 годы — проходил обучение в Рязанском высшем воздушно-десантном командном училище.
С 1975 по 1977 годы — проходил службу в должности командира учебного взвода в 332-й школе прапорщиков в Прибалтийском военном округе.
С 1977 по 1980 год — командир роты курсантов в Рязанском высшем воздушно-десантном командном училище.
С 1980 по 1982 год — командир парашютно-десантного батальона в 104-й гвардейской воздушно-десантной дивизии в Закавказском военном округе.

### Афганская война
С января 1982 по июнь 1984 года — командир парашютно-десантного батальона 350-го гвардейского парашютно-десантного полка 103-й гвардейской воздушно-десантной дивизии в составе ограниченного контингента советских войск в Афганистане.
С 17 мая по 10 июня 1982 года батальон Солуянова принимал участие в боевой операции по уничтожению крупных банд мятежников в районе населённого пункта Дидак, провинция Парван. В ходе боя капитан А. П. Солуянов принял верное решение, умело организовал взаимодействие с авиацией и артиллерией. Поставленная задача была выполнена без потерь личного состава и боевой техники. Было захвачено в плен 320 моджахедов, 260 единиц оружия, 3 склада с продовольствием и боеприпасами.
С 12 по 20 января 1983 года майор Солуянов принимал непосредственное участие в боевой операции по уничтожению крупных банд. В феврале 1984 года во время проведения операции в Ниджбарском ущелье батальон под командованием майора Солуянова штурмовал господствующие высоты, занятые противником. В ходе боевых действий Солуянов умело руководил подразделениями находясь на самых опасных участках. Несмотря на сильное сопротивление противника и плотный огонь противник был выбит с высот.
Звание Героя Советского Союза Александру Петровичу Солуянову присвоено 23 ноября 1984 года за мужество и героизм, проявленные при выполнении интернационального долга в составе ограниченного контингента советских войск в Афганистане (медаль «Золотая Звезда» № 11521).
В 1987 году окончил военную академию имени М. В. Фрунзе.

### Дальнейшая служба
С 1987 по 1991 год — командир 387-го отдельного учебного парашютно-десантного полка в городе Фергана Узбекской ССР.
В ходе межэтнических столкновений в Ферганской долине летом 1989 года Солуянов с подчинённым ему полком участвовал в поддержании правопорядка.
С 1991 по 1992 год — в должности начальника штаба 105-й воздушно-десантной дивизии в городе Фергана.
C 1992 по 1993 год — командир 105-й воздушно-десантной дивизии Вооружённых сил Узбекистана и начальник гарнизона в городе Фергана.
В январе 1993 года присвоено воинское звание «генерал-майор» Вооружённых сил Республики Узбекистан.

### После службы
С 1990 по 1995 год — депутат Верховного Совета Республики Узбекистан, заместитель председателя комитета по обороне, государственной безопасности и военной политики.
По информации Союза ветеранов, когда режиссёр Никита Михалков в 1996 году решил снять клип на песню группы «Любэ» «Комбат» (по другой версии, клип снял его сын Степан), в армии стали искать «батяню-комбата», того, «кто не прятал сердце за спины ребят», то десантники назвали Александра Солуянова, и он снялся в клипе, но клип на экраны не вышел.
Возглавлял Союз Архангела Михаила — общество поддержки православия и Рязанскую региональную общественную организацию Героев Советского Союза, Героев Российской Федерации и полных кавалеров ордена Славы.

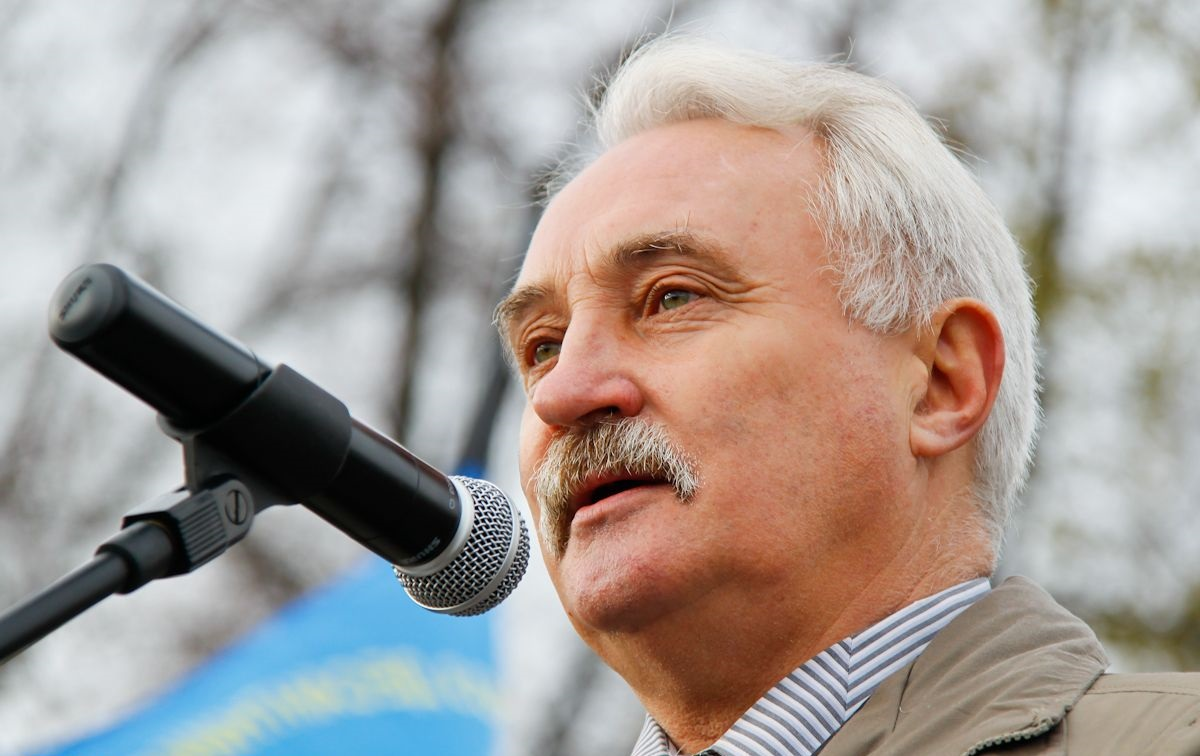
Александр Солуянов на митинге в Москве против ЛГБТ, 2010 год

В 2004 году был кандидатом на пост губернатора Псковской области.
С 2004 по 2008 год — советник губернатора Рязанской области Георгия Шпака.

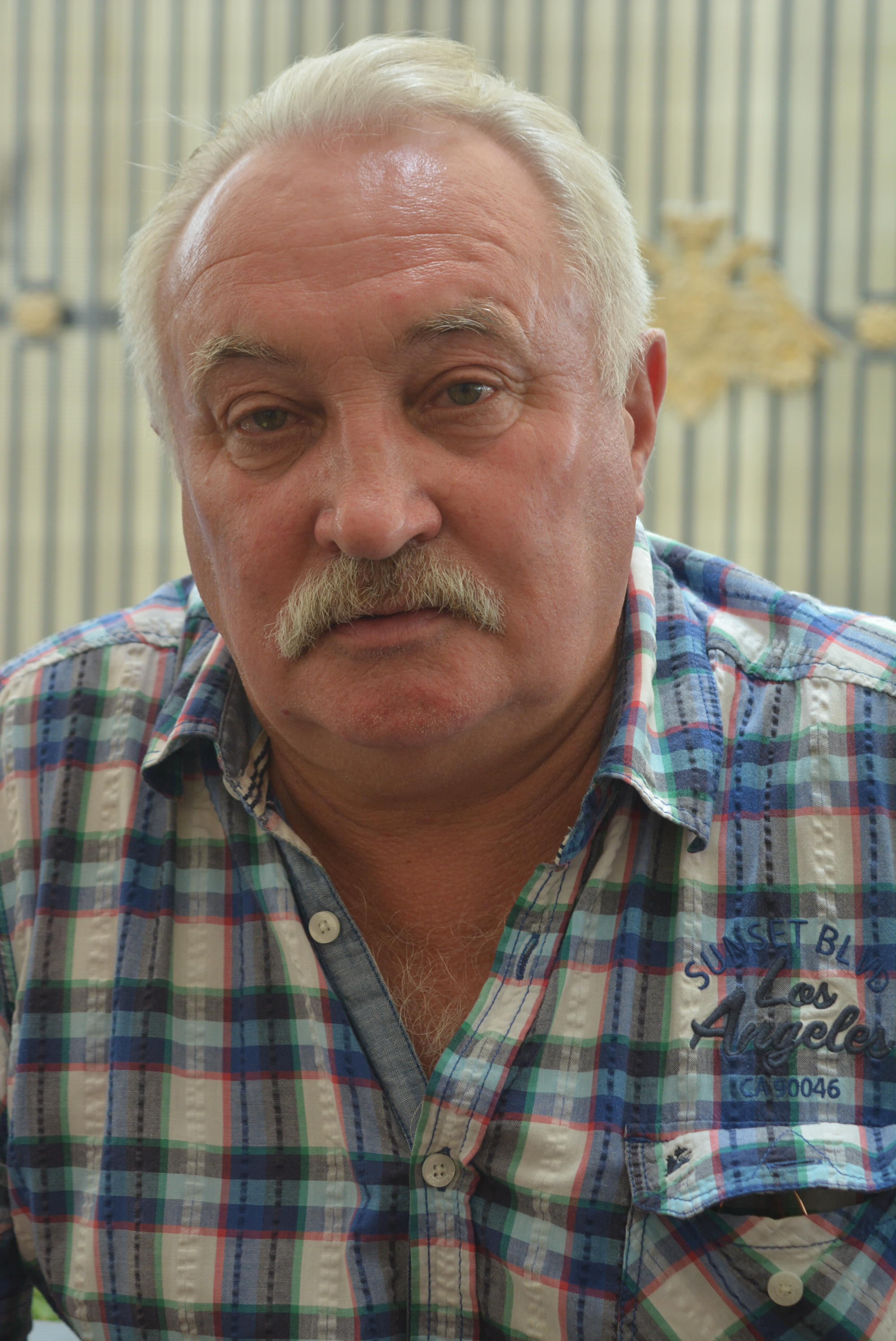
Александр Петрович Солуянов в 2016 году

Скончался 2 декабря 2023 года на 70-м году жизни в Москве. Похоронен с воинскими почестями на Федеральном военном мемориале «Пантеон защитников Отечества».

## Награды
- Герой Советского Союза (1984);
- орден Ленина (1984);
- орден Красного Знамени (1983);
- орден Красной Звезды (1984);
- орден «За службу Родине в Вооружённых Силах СССР» 3-й степени (1990);
- медаль «За отличие в воинской службе» 1-й степени (1980);
- медали.

## Видеоматериалы
- Герой Советского Союза Солуянов А. П.
- 350-й — гордость ВДВ.
- 350-й — гордость ВДВ. Солуянов А. П.